# Der schwarze Walfisch
Pour plus de détails, voir Fiche technique et Distribution.
Der schwarze Walfisch est un film allemand réalisé par Fritz Wendhausen et sorti en 1934.

## Synopsis
Il s'agit d'une adaptation de la pièce Fanny faisant partie de la Trilogie marseillaise de Marcel Pagnol.

## Fiche technique
- Réalisation : Fritz Wendhausen
- Scénario : d'après la pièce Fanny de Marcel Pagnol
- Production : Riton-Film Berlin[1]
- Photographie : Emil Schünemann
- Musique : Walter Kollo
- Montage : W.L. Bagier, Alwin Elling
- Date de sortie : 
  - Troisième Reich : 2 mars 1934

## Distribution
- Emil Jannings : Peter Petersen
- Angela Salloker : Fanny Jürgens
- Max Gülstorff : Pannies
- Franz Nicklisch : Martin Petersen
- Albert Florath : Der Kapitän
- Reinhold Gerstenberg : Der Briefträger
- Käthe Haack : Josefine
- Margarete Kupfer : Frau Jürgens
- Karl Platen
- Hans Richter

## Article annexe
- Liste des longs métrages allemands créés sous le nazisme